# Endaraxa
Endaraxa (Endarasha) é uma cidade do Quênia situada na antiga província Central, no condado de Nieri. De acordo com o censo de 2019, havia 2 743 habitantes.